# Victoria Song
Sòng Qiàn (chinois : 宋茜 ; pinyin : Sòng Qiàn) mieux connue sous le nom de Victoria Song (宋茜), née le 2 février 1987 à Qingdao dans la province de Shandong en Chine, est une actrice, danseuse, mannequin et chanteuse chinoise de K-pop. 
Elle est membre du girl group f(x) avec une position de leader, chanteuse secondaire et danseuse principale.

## Biographie
Victoria Song (Song Qian) est née à Qingdao, province du Shandong. Elle a quitté sa ville natale à un jeune âge pour étudier la danse traditionnelle chinoise à l'Académie de danse de Pékin.  
Après avoir obtenu son diplôme d'études secondaires, elle a été acceptée à l'Académie de danse de Pékin et est diplômée en danse ethnique chinoise.

## Carrière

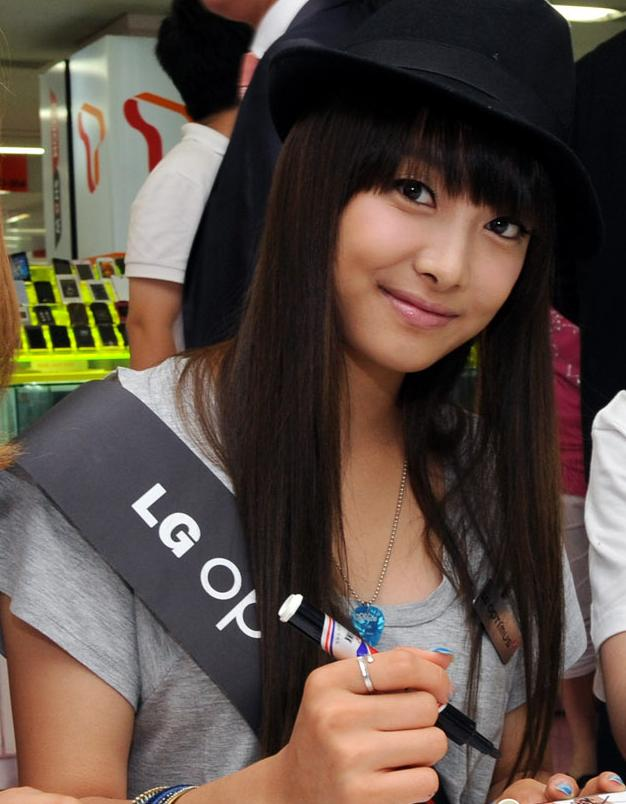
Victoria Song en 2007 avant son début

### Découverte
En septembre 2007, Victoria a été repérée par un employé de la SM Entertainment à une compétition de danse à Pékin et a ensuite rejoint l'agence. Elle a passé son audition pour la SM Ent. et a commencé à se préparer à sa carrière de mannequin en Corée du Sud. Elle a été formée pendant deux ans par la SM avant ses débuts, de 2007 à 2009. 

### Débuts

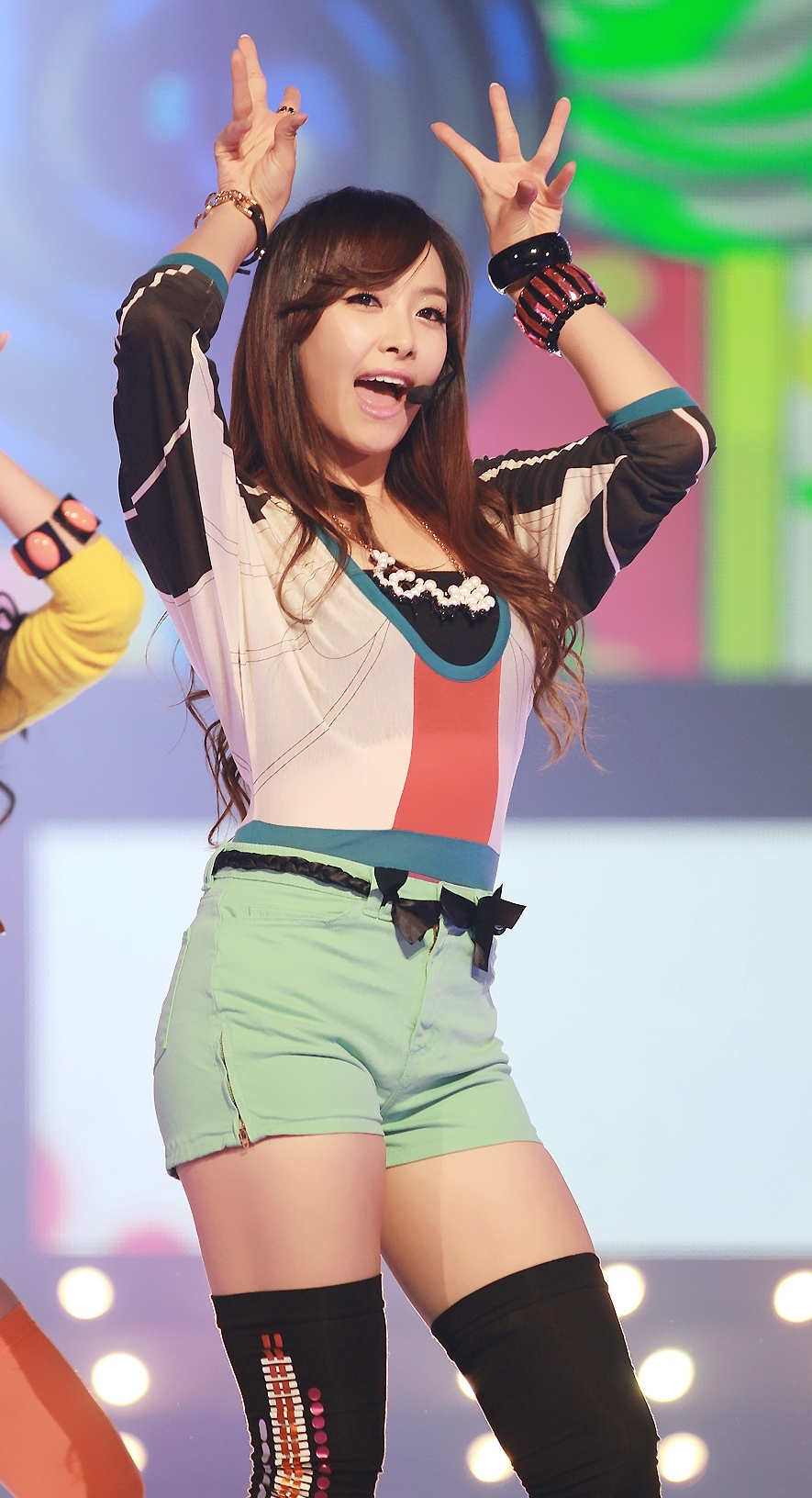
Victoria Song en 2010.

La première apparence médiatique de Victoria était pour une publicité Surprise, début 2008 avec le chanteur sud-coréen Lee Joon-gi. En avril 2008, elle a été modèle pour Samsung dans une vidéo avec le chanteur Rain. Elle avait également filmé une publicité avec TVXQ. En mai 2008, elle est apparue dans le clip de SHINee pour leur chanson Replay.
En septembre 2009, elle fait officiellement ses débuts comme leader et danseuse principale du groupe f(x).  

### Popularisation et activité solo
En juin 2010, il a été annoncé qu'elle allait apparaître dans l'émission We Got Married avec Nichkhun des 2PM. "Khuntoria" était le nom du couple dans le programme. Nichkhun et Victoria ont gagné en popularité à la suite du succès de l'émission. 
Victoria était également un membre de la distribution pour la première saison de l'émission de variété Invisible Youth. En 2010, Victoria a remporté le Prix de popularité au MBC Entertainment Awards. Le 31 décembre 2011, Victoria et Nichkhun sont hôtes pour les MBC Gayo festival Daejun 2011.  
En janvier 2012, Victoria a joué le rôle principal dans la co-production chinoise et taïwanaise When Love Walked In. Le 21 décembre 2012, elle a remporté le prix du Best Newcomer Actress aux Drama Awards Chine nationales. Le 4 décembre 2012, Victoria a publié un livre intitulé "Victoria's Hong-Ma" qui comprenait ses expériences de voyage à Hong Kong et Macao. 
Elle a été classée n°80 aux 2013 Critics Independants List des 100 plus beaux visages. Le tournage de son deuxième drama, Cocoon Vile Romance basé sur la série Sleuths Goddess Tarot, a commencé en décembre 2013.  
En 2014, elle a été élue « 2014 Asian Goddess » sur le site dramafever.com avec 579 298 votes. En 2015 elle a tourné dans sa troisième série télévisée, Beautiful Secret, produite par Hunan Télévision, dans lequel elle a joué le rôle principal de Jiang Mei Li (姜美丽).
Elle joue aussi le premier rôle féminin dans le film My New Sassy Girl, qui doit sortir simultanément en Corée du Sud et en Chine en 2016.

### Discographie

#### Discographie de F(x)
| - Pinocchio (2011) - Pink Tape (2013) - Red Light (2014) - 4 WALLS (2015) - Nu ABO (2010) - Electric Shock (2012) | - Hot Summer (2011) - Chu~♡ (2009) - I Love You, I love You (2010) (More Charming By The Day OST) - Journey / Is It OK? (2011) (Paradise Ranch OST) - SUMMER SPECIAL Pinocchio / Hot Summer (2015) |

#### Collaborations

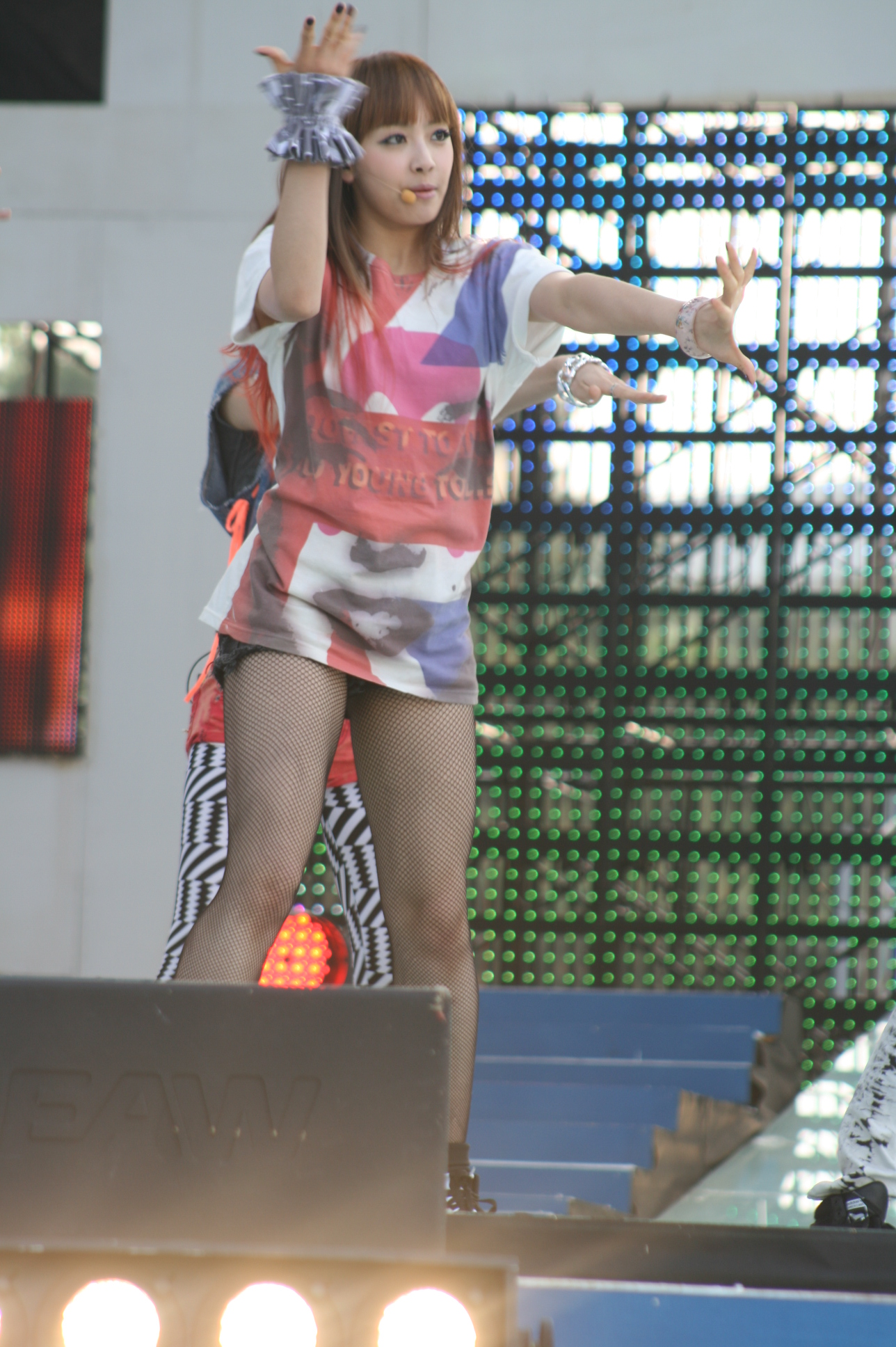

| Année | Artiste | Album  | Titre        | Durée |
| ----- | ------- | ------ | ------------ | ----- |
| 2014  | Zhou Mi | Rewind | "Loving You" | 03:44 |

#### Clips musicaux
| Année | Titre                  | Artiste        | Rôle      |
| ----- | ---------------------- | -------------- | --------- |
| 2008  | "Eternity"             | Kangta         | Principal |
| 2008  | "Any Dream"            | Rain           | Principal |
| 2008  | "Replay"               | SHINee         | Principal |
| 2008  | "U (Version Chinoise)" | Super Junior-M | Principal |
| 2010  | "Let You Go"           | TRAX           | Principal |
| 2010  | "Breaka Shaka"         | Kangta         | Principal |
| 2011  | "Blind"                | TRAX           | Principal |
| 2014  | "Agape"                | Zhang Liyin    | Principal |
| 2014  | "Not Alone"            | Zhang Liyin    | Principal |

### Filmographie

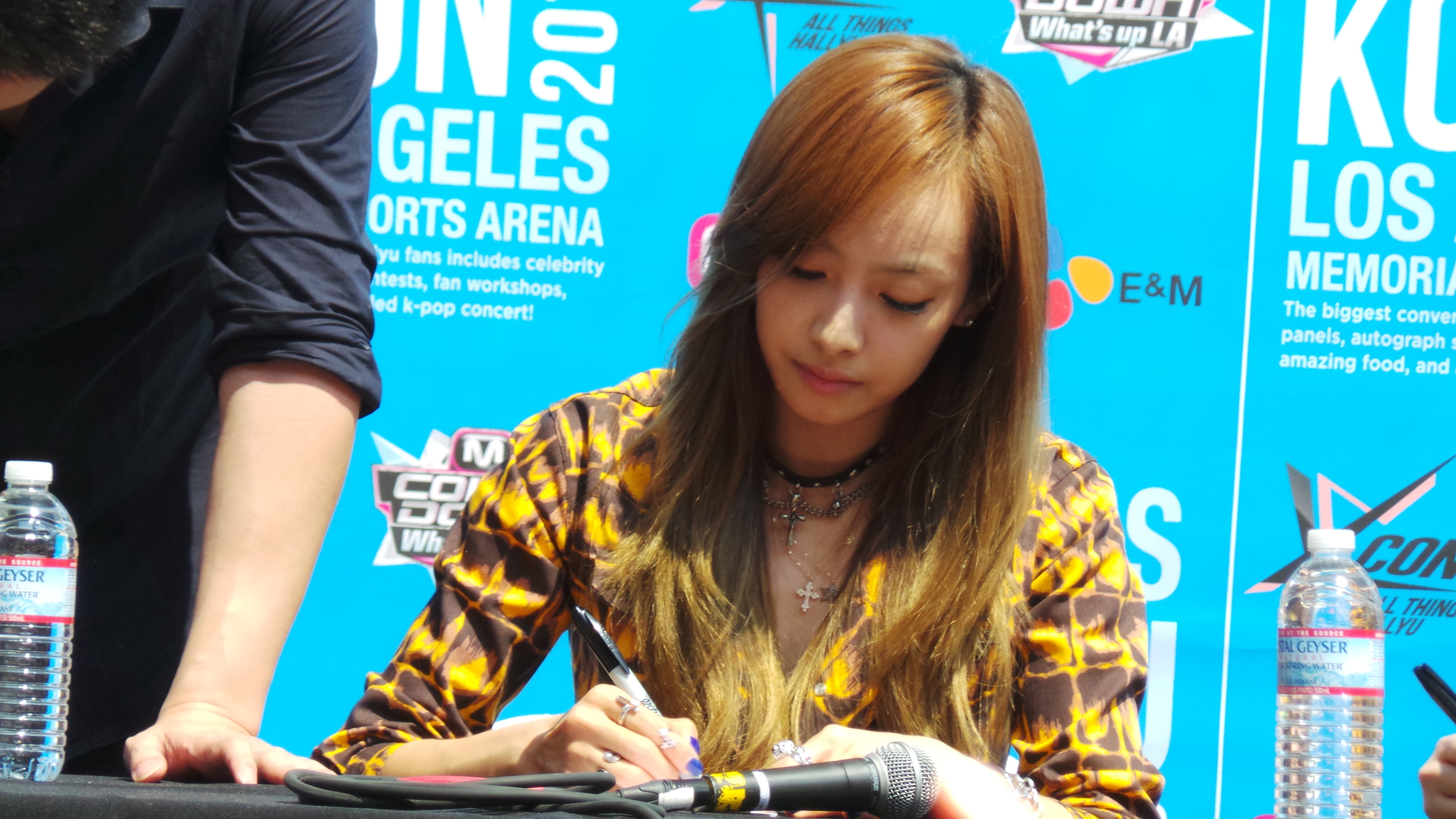

#### Publicités
- 2008 : Samsung 6 Series LCD TV
- 2008 : Samsung’s Anycall “Any Dream” - Rain
- 2008 : SPRIS Clothing Brand - Lee Jun Ki
- 2008 : Smart S Line school uniforms - SHINee
- 2009 : Korea Seoul Tour
- 2009 : LG Cyon Chocolate Phone - f(x)
- 2009 : K-Swiss - f(x)
- 2010 : Love living rabbit costumes (H2) - f(x), SHINee & Zhang Liyin
- 2010 : LG Optimus Z - f(x)
- 2010 : Calvin Klein Jeans - Sulli & Krystal
- 2010 : Elite's School Uniform - f(x), Infinite
- 2010 : Crown Bakery - f(x)
- 2010 : Cnkia Chicken - f(x)
- 2010 : Ottogi Noodle - f(x)
- 2011 : Video game MMORPG "Gran Age" - f(x)
- 2011 : Estee Lauder's Pure Colour Lipstick
- 2011 : Smoothie King drinks - Sulli
- 2011 : Cafe Real/Jardin Coffee
- 2011 : Caribbean Bay CF
- 2012 : IPKN Cosmetics
- 2012 : & by P&D - f(x)
- 2012 : LG - f(x), Super Junior

#### Télé-réalité
| Année              | Chaîne     | Titre                                | Épisode         | Notes                                              |
| ------------------ | ---------- | ------------------------------------ | --------------- | -------------------------------------------------- |
| 2010               | KBS2       | Invincible Youth                     | Épisodes 33-58  |                                                    |
| 2010               | SBS        | Running Man                          | Épisode 8       |                                                    |
| 2010               | SBS        | Star King                            |                 | Invitée                                            |
| 2010               | KBS2       | Let's Go! Dream Team Season 2        |                 | Invitée                                            |
| 2010               | SBS        | Strong Heart                         | Épisodes 55-56  | Invitée                                            |
| 2010               | SBS        | Night Star                           |                 | Invitée                                            |
| 2010–2011          | MBC        | We Got Married                       | Épisodes 38-101 | Khuntoria                                          |
| 2011               | MBC        | Star Audition: Birth of a Great Star |                 | Invitée                                            |
| 2011               | CCTV       | New Year Special (section coréenne)  |                 | Invitée                                            |
| 2011               | SBS        | Stars Couple Challenge               |                 | Invitée avec Sulli                                 |
| 2011               | KBS2       | Idol Brain Battle                    |                 | Invitée avec Sulli, Krystal & Luna                 |
| 2011-09-12         | SBS        | Stars Couple Challenge               |                 | Invitée avec Nichkhun, puis avec Yesung & Ryeowook |
| 2011-10-05 - 10-30 | SBS        | Stars Couple Challenge               |                 | Invitée avec Nichkhun, puis avec Yesung & Ryeowook |
| 2011               | SBS        | Hallyu Olympic                       |                 | Invitée                                            |
| 2011               | KBS2       | Happy Together                       |                 | Invitée                                            |
| 2011               | SZTV       | The Generation Show                  |                 | Invitée                                            |
| 2012               | MBC        | Golden Fishery                       |                 | avec Nichkhun & Harley                             |
| 2013               |            | Superstar China                      |                 | Juge avec Alan Tam & Sabo Ryang                    |
| 2013               | KBS-W      | Glitter                              |                 | co-MC avec Kim So-eun                              |
| 2014               | MBC        | C-Radio Idol True Colours Show       | Épisodes 7, 37  | Invitée                                            |
| 2014               | OnStyle    | Jessica & Krystal                    | Épisodes 5 & 6  | Avec Luna, Sulli & Amber                           |
| 2014               | JSTV       | The Strongest Group                  |                 | co-MC avec Zhou Mi                                 |
| 2014               | SBS        | Clenched Fist Chef                   |                 | avec Henry Lau & Kangin                            |
| 2014               | ETTV China | Noonas Over Flowers                  | Épisodes 1-5    | Version chinoise de Noonas Over Flowers            |

##### Télé-réalité surf(x)
| Année        | Titre           | Épisodes                                  | Notes                                                                        |
| ------------ | --------------- | ----------------------------------------- | ---------------------------------------------------------------------------- |
| 2010         | Hello f(x)      | Tous                                      | F(x) voyage en Afrique, Thaïlande et au Japon.                               |
| 2010–11      | f(x)'s Koala    | Tous                                      | Amber n'a pas participé à l'émission en raison d'une blessure à la cheville. |
| 2010–présent | Star King       | Récurrente                                | Les membres ont des rôles récurrents.                                        |
| 2013         | Amazing f(x)    | Tous                                      | F(x) voyage en Nouvelle-Zélande, pour compléter une liste de paris.          |
| 2013         | Hello Councelor | Summer spécial                            |                                                                              |
| 2013         | Go! f(x)        | L'émission ne comporte qu'un seul épisode | L'émission suit F(x) lors d'un voyage à Austin, LA et Hollywood.             |

#### Dramas

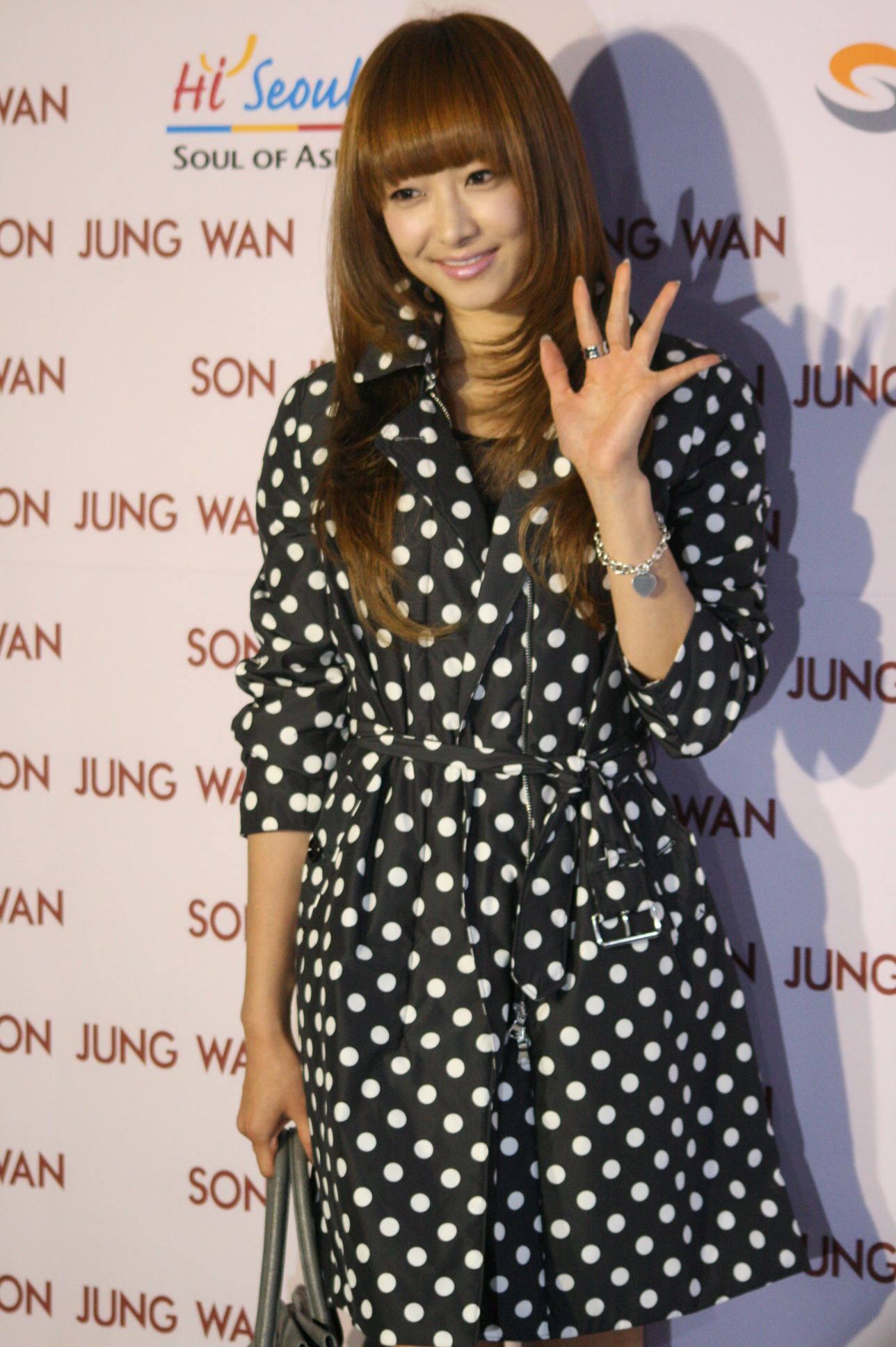

| Année | Chaine   | Titre               | Rôle                  | Notes                                                   |
| ----- | -------- | ------------------- | --------------------- | ------------------------------------------------------- |
| 2012  | GTV      | When Love Walked In | Shen Ya Yin (沈雅音） | Rôle principal                                          |
| 2015  | GTV      | Cocoon Town Legend  | Du Chun Xiao (杜春晓) | Rôle principal, basé sur la série Tarot Goddess Sleuths |
| 2015  | Hunan TV | Beautiful Secret    | Jiang Mei Li (姜美丽) | Rôle principal                                          |

#### Films
| Année | Titre                                | Rôle      | Notes                              |
| ----- | ------------------------------------ | --------- | ---------------------------------- |
| 2012  | I AM.                                | Elle-même | Documentaire sur SMTown à New York |
| 2015  | My New Sassy Girl                    |           | [ 4 ]                              |
| 2016  | My Best Friend's Wedding (en) remake |           | [ 5 ]                              |